# Myomenippe
Myomenippe là một chi cua thuộc họ Menippidae.

## Các loài
- Myomenippe fornasinii (Bianconi, 1851)
- Myomenippe hardwickii (Gray, 1831)